# Глинизація
Глинизація — закріплення ґрунту заповненням пустот і тріщин в ґрунтах глинистих або глинистоцементним розчином. 
Глинизація служить для зменшення фільтраційної здатності тріщинуватих скельних, кавернозних порід і гравелистих ґрунтів. При цьому способі в тріщини породи нагнітається під великим тиском глиниста суспензія з добавкою невеликої дози коагулянту.